# Fallschirmjäger
Fallschirmjäger – niemieckie wojska powietrznodesantowe. Pierwsze oddziały utworzono w III Rzeszy w roku 1935. Rozwiązano je po upadku hitlerowskich Niemiec w roku 1945. Formacje spadochronowe reaktywowano później po powstaniu Bundeswehry i Nationale Volksarmee.
Podział Fallschirmjäger ze względu na okres:
- Fallschirmjäger (Wehrmacht) – oddziały spadochronowe funkcjonujące w III Rzeszy w latach 1935–1945 w ramach Wehrmachtu
- Fallschirmjäger (NVA) – oddziały spadochronowe funkcjonujące w NRD w latach 1960–1990 w ramach Nationale Volksarmee
- Fallschirmjäger (Bundeswehr) – oddziały spadochronowe funkcjonujące w RFN od roku 1956 w ramach Bundeswehry.